# روبوكول
المكالمة الآلية (بالإنجليزية: Robocall) هي مكالمة هاتفية تستخدم طالبًا آليًا محوسبًا لتوصيل رسالة مسجلة مسبقًا، كما لو كانت من روبوت. غالبًا ما ترتبط المكالمات الآلية بالحملات الهاتفية السياسية وحملات التسويق عبر الهاتف، ولكن يمكن أيضًا استخدامها للخدمة العامة أو إعلانات الطوارئ.
تستخدم العديد من الشركات وشركات التسويق عبر الهاتف برامج الاتصال التلقائي لتقديم رسائل مسجلة مسبقًا (تذكيرات بالمواعيد وتفاصيل الحجز وما إلى ذلك) لملايين المستخدمين. تستخدم بعض المكالمات الآلية رسائل صوتية مخصصة لمحاكاة مكالمة هاتفية شخصية فعلية. وترتبط الخدمة أيضًا بكونها عرضة للاستخدام في عمليات الاحتيال.

## تاريخ

### الوصف الأول
كان طلب الهاتف الآلي (الاتصال الآلي) أحد أقدم التطبيقات المقترحة لأول أجهزة الكمبيوتر الصغيرة.
وكان أول ذكر موثق لها كان في «مذكرة من الناشر» بقلم ديفيد بونيل في مجلة الحوسبة الشخصية الصادرة في مايو / يونيو 1977. تحت عنوان «إساءة استخدام الحوسبة الشخصية»، فقد وصف بونيل في عرضه التقديميً بمؤتمر وورلد ألتير للكمبيوتر في مارس 1976 عن «تطبيقات الأعمال المثيرة للاهتمام للحواسب الشخصية». فقد أوضح أن الكمبيوتر سيقوم بطلب أرقام الهواتف بشكل تسلسلي، وتشغيل رسالة صوتية مسجلة، ثم سيتم استخدام تقنية التعرف على الكلام للرد برسائل إضافية حسب الاقتضاء.
وفي مذكرته، ذكر ديفيد بونيل أن «الاقتراح لم يلق قبولًا جيدًا» في المؤتمر. وقد تم انتقاده على أنها «غير حساسة لحقوق الخصوصية الشخصية» و «يمكن أن تسبب ضجة عامة».

## أمريكا الشمالية

### كندا
في كندا يمكن استخدام المكالمات الآلية بشكل شرعي من قبل الأحزاب السياسية الرئيسية للوصول إلى الناخبين.
وقد أحاط الجدل استخدام الروبوتات خلال الانتخابات الفيدرالية الكندية لعام 2011، مما دفع هيئة الانتخابات الكندية وشرطة الخيالة الكندية الملكية للتحقيق في مزاعم استخدام المكالمات الآلية في محاولة لثني الناخبين عن الإدلاء بأصواتهم عن طريق إخبارهم زوراً بأن مراكز الاقتراع الخاصة بهم قد غيرت مواقعها.
وقد تتبعت هيئة الانتخابات الكندية أصل المكالمات الآلية إلى هاتف محمول يمكن التخلص منه مسجل باسم وهمي «بيير بوتين» في عنوان زائف من رقم 450 رمز منطقة جولييت، كيبيك، وأصدرت مذكرة استدعاء لمزود الهاتف المحمول الذي أصدر قائمة بالمكالمات الصادرة من نفس الرقم.
وكانت إحدى المكالمات إلى الرقم المجاني الذي يستخدمه عملاء 2call.ca ، وهي شركة تابعة لمزود خدمة الإنترنت RackNine في إدمونتون، للاتصال وتسجيل رسائلهم الصادرة.
واستُخدِم الهاتف الخلوي المشعل الخاص بـ «بيير بوتين» في الاتصال بمالك Racknine على رقمه الشخصي غير المسجل وإعطائه اسم «بيير جونز». بدأ هذا الهاتف الموقد سلسلة من المكالمات الآلية الآلية في الغالب في Guelph ولكن مع بضع عشرات في عمليات التصفية الأخرى، والتي استهدفت في الغالب الناخبين غير المحافظين مع تغييرات خاطئة في موقع التصويت.
وحضر بعض الناخبين ما قيل لهم على الاعتقاد بأنها مواقع اقتراعهم، وفي بعض الأحيان أتلفوا بطاقات تسجيل الناخبين في حالة غضب. 
وفي نوفمبر 2011، قدم المحقق لشركة RackNine أمر إنتاج للسجلات وتم تحديد صاحب الحساب المرتبط بالمكالمات الوهمية بسرعة.
كما قام المحققون بفحص قاعدة بيانات الناخبين CIMS التابعة لحزب المحافظين وأظهروا أن «بيير بوتين» استخدم قاعدة بيانات الناخبين المحافظين لاختيار من يتصل بهم. المحققون لديهم إدخالات فارغة لتسجيل دخول واحد محدد، مما يؤدي إلى تكهنات بأنه تم حذف الدليل. سلم PayPal أيضًا سجلاته للمحققين منذ أن استخدم «بيير بوتين» حساب PayPal لدفع فاتورة المكالمات الآلية. وقالت هيئة الانتخابات الكندية في إيداعات المحكمة إن تكلفة مكالمات 2 مايو 2011 كانت 162.10 دولارًا. لم يتم الإبلاغ عن هذه النفقات أبدًا إلى هيئة الانتخابات الكندية، كما هو مطلوب للإنفاق السياسي المشروع.
وقد نفى رئيس الوزراء ستيفن هاربر وحزب المحافظين الكندي أي معرفة أو تورط بهذا الموضوع. ثم استقال أحد موظفي حزب المحافظين بعد فترة وجيزة من الإبلاغ عن الفضيحة لكنه تقدم منذ ذلك الحين قائلاً إنه غير متورط.
وأصدرت هيئة الانتخابات الكندية بيانًا  وأبلغت البرلمان،  أن التزوير كان واسع النطاق، حيث أثر على 200 عملية تخليص في جميع المقاطعات العشر بالإضافة إلى إقليم يوكون.
وأكد مجلس الكنديين، وهو يسار مجموعة الناشطين في الوسط، أن المكالمات الآلية ربما كانت كافية لتأرجح النتيجة بنسبة 4٪، وهو ما يكفي للفوز بعدد من السباقات في سباقات متقاربة للغاية.
ثم بدأت هذه المجموعة دعوى قضائية لإلغاء نتائج الانتخابات في سبع دورات، والبدء في انتخابات فرعية لمقاعد مجلس العموم السبعة.
وبعد مراجعة التحقيق في فضيحة «بيير بوتين» في عام 2013، وجد قاضي المحكمة الفيدرالية ريتشارد موسلي أن تزوير الانتخابات قد حدث في ست عمليات انتخابية في جميع أنحاء البلاد، لكنه لم يجد أي دليل على تورط حزب المحافظين أو المرشحين. كما أنه لم يجد أدلة كافية لدعم التهم في عمليات التخلص غير Guelph. كذلك، أشار إلى أن «المكالمات الآلية» لم تؤثر على نتيجة انتخابات 2011 في أي جولة.
بعد تحقيق مطول في ملابسات الفضيحة،  اتُهم مايكل سونا، المدير السابق للاتصالات لمرشح المحافظين جيلف (أونتاريو)  في 2 يونيو 2014  بـ «منع أو محاولة منع ناخب من التصويت».
ولقد رأى القاضي أن سونا مذنبا في 14 نوفمبر 2014  وحُكم عليه بالسجن تسعة أشهر بالإضافة إلى اثني عشر شهرًا من المراقبة. ثم تم الإفراج عن سونا من السجن بكفالة بعد أن أمضى 12 يومًا بانتظار استئنافه للحكم. ومع ذلك، لم يستأنف سونا الحكم. خلال المحاكمة، وافق القاضي هيرن على ادعاء ايئة الإدعاء  بأن سونا لم يتصرف بمفرده على الأرجح.

### الولايات المتحدة
ينظم قانون حماية المستهلك عبر الهاتف الفيدرالي لعام 1991 (TCPA) المكالمات الآلية. حيث يجب أن تحدد المكالمات الآلية المسجلة مسبقًا بتحديد من الذي يبدأ المكالمة وأن تتضمن رقم هاتف أو عنوانًا يمكن من خلاله الوصول إلى المتحدث البادئ.
وفي عام 2019، أصدر كونغرس الولايات المتحدة تشريعًا يوسع نطاق تنظيم المكالمات الآلية.

#### تحصيل الديون
في عام 2015، تم إعفاء تحصيل الديون الحكومية من قيود المكالمات الآلية لعام 1991 ؛ ومع ذلك، أبطلت المحكمة العليا هذا الاستثناء في 6 يوليو 2020 في Barr v. أمريكان أسن. شركة المستشارين السياسيين (19-631) . قررت المحكمة أنه كان انتهاكًا للتعديل الأول لصالح «خطاب تحصيل الديون على الخطاب السياسي وغيره».

#### المكالمات السياسية
يتم إجراء المكالمات الآلية من قبل العديد من الأحزاب السياسية في الولايات المتحدة، بما في ذلك على سبيل المثال لا الحصر كلا من الحزبين الجمهوري والديمقراطي وكذلك الحملات غير المنتسبة و 527 منظمة ونقابات ومواطنين أفراد.
وتُعفى المكالمات الآلية السياسية من سجل عدم الاتصال الوطني بالولايات المتحدة.
ويحظر قانون حماية المستهلك عبر الهاتف لعام 1991 (TCPA) ولوائح لجنة الاتصالات الفيدرالية (FCC) أي شخص (بما في ذلك المؤسسات الخيرية والسياسيون والأحزاب السياسية) من إجراء مكالمات آلية إلى أرقام الهواتف المحمولة دون الحصول على موافقة مسبقة من المستلمين.
وتسمح لجنة الاتصالات الفيدرالية (FCC) بإجراء المكالمات الآلية غير التجارية لمعظم خطوط الهاتف السكنية (غير الخلوية).
ولكن بعض الولايات (23 وفقًا لـ DMNews) لديها قوانين تنظم أو تحظر المكالمات الآلية السياسية.
فمثلا إنديانا وداكوتا الشمالية تحظران المكالمات السياسية الآلية.
أما في نيو هامبشاير، يُسمح بإجراء مكالمات آلية سياسية، إلا إذا كان المستلم المكالمة قد سجل نفسه في National Do Not Call Registry .
وتتطلب العديد من الولايات الكشف عن الجهة التي دفعت مقابل المكالمة، وغالبًا ما تتطلب تسجيل هذا الإخطار بصوت المرشح نفسه. وقد تسببت عملية التصحيح لقوانين الدولة التي تنظم المكالمات الآلية السياسية مشاكل للحملات الوطنية.

#### كاليفورنيا
تم إطلاق أول مكالمات روبو سياسية في يناير 1983 عندما استخدم صاحب العمل توني إينوسنتيس آلة التسويق عبر الهاتف الخاصة به من وكالة التحصيل الخاصة به للإعلان عن ترشحه لمنطقة التجمع السابعة والخمسين في كاليفورنيا.
فقد أطلق أكثر من 300000 مكالمة آلية قبل أن يخسر الانتخابات العامة في نوفمبر 1983 أمام شاغل الوظيفة ديف إلدر. أسس Inocentes شركة الانتخابات GOTV ePolitical USA في عام 1984. 
في عام 2001، اخترع Inocentes نظام اقتراع آلي سياسي أطلق أول اقتراع سياسي في 31 أكتوبر 2001 في انتخابات مجلس مدينة لينوود بولاية كاليفورنيا. 
تحظر كاليفورنيا أي مكالمة آلية ما لم تكن هناك علاقة قائمة بين المتصلين. قانون المرافق العامة بكاليفورنيا §§ 2871 وما يليها.
وتخضع الحملات السياسية لنفس القواعد المطبقة على المنظمات الأخرى التي تجري مكالمات باستخدام جهاز الاتصال والإعلان التلقائي. ونصت المبادئ التوجيهية على:
- يجب أن يأتي الشخص على الخط قبل التسجيل لتحديد طبيعة المكالمة والمنظمة التي تقف وراءها.
- يجب أن يوافق متلقي المكالمة على تشغيل التسجيل.
- يجب فصل المكالمة عن خط الهاتف بمجرد انتهاء الرسالة أو إنهاء المستلم، أيهما يأتي أولاً.

#### إنديانا
تتطلب ولاية إنديانا إدخال أي رسالة مسجلة مسبقًا بواسطة مشغل مباشر؛ لا يجوز تشغيل الرسالة إلا إذا منح الطرف المتصل الإذن.

#### ميسوري
في سبتمبر 2008، نبه المدعي العام لولاية ميسوري آنذاك جاي نيكسون الحملات السياسية في ولاية ميسوري إلى أن مكتبه سيفرض بقوة القواعد الفيدرالية (قانون حماية المستهلك عبر الهاتف لعام 1991) التي تتطلب إجراء مكالمات تتضمن تحديد الهوية ومعلومات الاتصال.

#### شمال كارولينا
تم إجراء المكالمات الآلية خلال الانتخابات التمهيدية الديمقراطية في نورث كارولينا لعام 2008، واستهدفت الناخبين الأمريكيين من أصل أفريقي في الأيام التي سبقت الانتخابات التمهيدية في أواخر أبريل 2008،  والتي أخبرت الناخبين المسجلين أنهم غير مسجلين. وفقًا لـ NPR  و Facing South ، 
وتم إجراء هذه الدعوات من قبل منظمة " Women's Voices Women Vote ". وقد اشتكى الناخبون ومجموعات المراقبة من أنها كانت محاولة لقمع الإقبال، وأمرهم المدعي العام للولاية روي كوبر بالتوقف عن إجراء المكالمات. فأوقفت المجموعة المكالمات ولم يتم اتخاذ أي إجراءات قانونية أخرى.

#### كارولينا الجنوبية
كان لدى ولاية كارولينا الجنوبية قانون يحظر معظم أنواع المكالمات الروبوتية غير المرغوب فيها للمستهلكين والسياسيين، ولكن في عام 2010، تم القبض على مستشار الحملة الانتخابية السيد روبرت كاهلي Robert Cahaly من قبل قسم إنفاذ القانون بولاية ساوث كارولينا، حيث وجهت إليه تهمة إجراء مكالمات آلية غير قانونية إلى ست مناطق منزلية تابعة للولاية. سأل نظام استطلاعات الرأي الآلي عما إذا كان ينبغي دعوة رئيسة مجلس نواب الولايات المتحدة نانسي بيلوسي للمشاركة في حملة مع ستة مرشحين ديمقراطيين للهيئة التشريعية لولاية ساوث كارولينا. وتم القبض على كهالي على الرغم من وجود رأي مكتوب من المدعي العام للولاية يفيد بأنه تصرف ضمن القانون. ثم تم رفض التهم فيما بعد في أكتوبر 2012.
وبعد إسقاط التهم، رفع كاهلي دعوى ضد مسؤولي الدولة، مدعيًا انتهاك حقه الدستوري في حرية التعبير. حكمت قاضية محكمة المقاطعة الأمريكية، ميشيل تشايلدز، أن قانون مكافحة robocall في ساوث كارولينا كان قيدًا قائمًا على المحتوى على الكلام، وبالتالي فهو غير دستوري.

#### اللوائح الإضافية المقترحة
في فبراير 2008 وبجلسة استماع للجنة مجلس الشيوخ حول القواعد والإدارة قدمت عضو مجلس الشيوخ عن ولاية كاليفورنيا السيدة ديان فاينشتاين (عن ولاية كاليفورنيا) قانون الخصوصية الفيدرالية Robocall. ويقترح القانون ما يلي:
1) تقييد المكالمات الآلية بما لا يزيد عن اثنين في اليوم من قبل أي مرشح واحد،
2) إلزام المرشحين بعرض أرقام هوية المتصل بدقة،
3) الإلزام بأن يتم الكشف عن من يدفع مقابل المكالمة في البداية من المكالمة، وليس في نهاية المكالمة،
4) فرض وقت المكالمة ليس قبل 8 صباحا أو بعد 9 مساءً
وتمت قراءة مشروع القانون مرتين، وبما أنه لم يتلق أي إجراء آخر خلال الجلسة، فلم يصبح قانونًا. وتم تقديم مشاريع قوانين مماثلة في السنوات اللاحقة ولكن دون جدوى.
أدلى شون داكين، الرئيس التنفيذي لشركة «مواطنون من أجل الخطاب المدني»، بشهادته في جلسة الاستماع ووصف كيف تؤثر المكالمات الآلية على حياة الناخبين في جميع أنحاء البلاد. كما كتب مقالًا رأييًا في صحيفة واشنطن بوست يدعو إلى قانون خصوصية الناخبين الذي يحق فيه لجميع الناخبين إلغاء الاشتراك في المكالمات الآلية السياسية إذا لم يرغبوا في تلقيها.
قام داكين، وهو عامل سابق في حملة جون كيري،  بإنشاء موقع على شبكة الإنترنت يسمى Stoppoliticalcalls.org وادعى أنه يسمح للمواطنين بإلغاء الاشتراك في تلقي المكالمات الآلية.
ومع ذلك، ليس هناك ما يضمن أن السجل سوف يوقف المكالمات، وبما أنه لا يوجد قانون يدعم قاعدة البيانات، فإنه في الأساس عبارة عن عريضة عبر الإنترنت. كما هو مذكور أعلاه، وقد فشل قانون خصوصية Robocall في أن يصبح قانونًا ولم يتضمن أي من القانونين أحكامًا تتعلق بتسجيل عدم الاتصال لإيقاف المكالمات الآلية.
وعلى الرغم من الدعاية الإعلامية الكثيفة لقاعدة البيانات، فقد تعهد سبعة سياسيين فقط في الولايات المتحدة طواعية باحترام القائمة خلال دورة الانتخابات العامة لعام 2008.
ومن بين هؤلاء السبعة، وصل ثلاثة فقط إلى الانتخابات العامة وفقط فرجينيا فوكس (يمين) التي أعيد انتخابها بنجاح في نوفمبر 2008.
في 1 سبتمبر 2009، دخلت لائحة جديدة للجنة التجارة الفيدرالية حيز التنفيذ، وحظرت معظم المكالمات الآلية بدون اشتراك مكتوب من المتلقي. وقد تم إعفاء الحملات السياسية والاستطلاعات والجمعيات الخيرية وجامعي الديون ومقدمي الرعاية الصحية، وكذلك المكالمات الموجهة للشركات.
أما المكالمات الواردة من البنوك وشركات التأمين وشركات الهاتف فهي خارج نطاق اختصاص لجنة التجارة الفيدرالية.
وفي الحالات الخاضعة للولاية القضائية الفيدرالية، سيحل القانون الفيدرالي محل القانون الأقل تقييدًا في ولاية كاليفورنيا.

## الاتصال الآلي العكسي
في يونيو 2019، أطلق مجتمع scambaiting القائم على الاتصالات الهاتفية BobRTC ، وهو دليل هاتف يتتبع أرقام الهواتف الواردة التي تم التحقق منها والتي تصل إلى مراكز الاتصال التي يديرها المتصلون الآليون المعروفون وعمليات الاحتيال الهاتفية. تتيح الخدمة أيضًا للمستخدمين الذين قاموا بتسجيل الدخول إجراء مكالمات مباشرة إلى المحتالين باستخدام أرقام الهواتف الخاصة بالخدمة مثل معرف المتصل الذي يتجنب المستخدم إجراء مكالمة باستخدام هاتفه المحمول، مما يسمح للمتصلين بالاحتيال على المتصلين الآليين .

## قمع المكالمات الآلية غير المرغوب فيها وغير القانونية
العديد من المكالمات الآلية غير مرغوب فيها، وقد تم تطوير عدة طرق لمنعها. تشغل العديد من الدول قوائم عدم الاتصال، ولكن القوائم ماتزال غير فعالة  وتشكل إشكالية قانونية في بعض الحالات.
وبالتالي، تم تطوير سوق للمنتجات التي تسمح للمستهلكين بحظر المكالمات الآلية. تستخدم معظم المنتجات طرقًا مشابهة لتلك المستخدمة لتخفيف SPIT (البريد العشوائي عبر المهاتفة عبر الإنترنت) ويمكن تصنيفها على نطاق واسع بالطريقة الأساسية المستخدمة.
ومع ذلك، نظرًا لتعقيد المشكلة، لا توجد طريقة واحدة يمكن الاعتماد عليها بشكل كافٍ، فيمكن استخدام مجموعة من الأساليب معًا لتقديم نتائج أكثر فعالية، بشرط توخي الحذر لضمان ألا يؤدي الجمع بين التقنيات إلى تدهور تجربة المستخدم.
الحلول متوفرة كمنتجات الأجهزة والبرامج.
وتنتشر تطبيقات الأجهزة المحمولة بشكل خاص لأنها تستخدم تقنيات لا تتطلب تعديل البنية التحتية، فيقتصر استخدام العديد من المنتجات على وسيط واحد فقط، مثل الخطوط الأرضية النحاسية التقليدية أو عقود الهاتف المحمول من مشغل هاتف جوال محدد.

### القائمة السوداء والقائمة البيضاء
في أبسط أشكالها، توفر هذه الطريقة القدرة على منع المزيد من المكالمات من أرقام الهواتف، بمجرد أن يُعرف أنها مصدر للمكالمات الآلية. يمكن للعديد من تطبيقات الأجهزة المحمولة منع المكالمات الآلية من خلال قائمة سوداء أنشأها المستخدم.

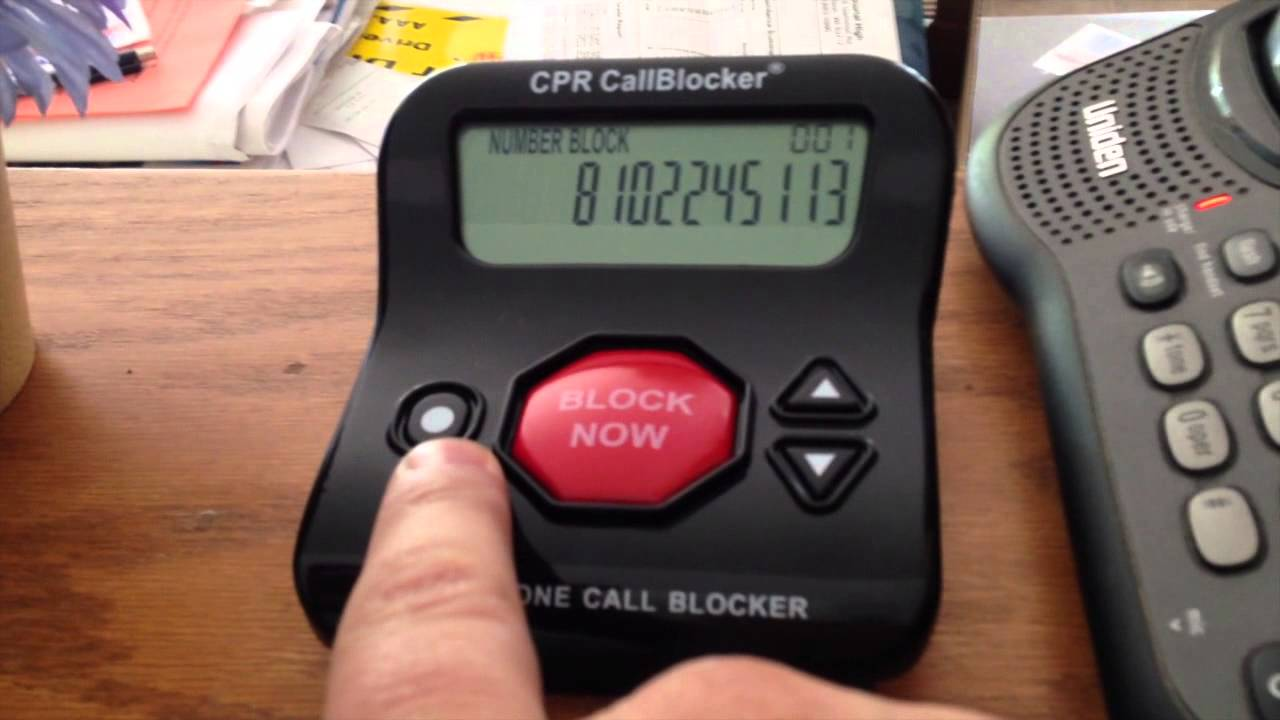
أداة حظر المكالمات الأرضية قيد الاستخدام

بالنسبة للخطوط الأرضية، توجد أدوات حظر مكالمات مستقلة تتصل بالهاتف. نماذج مختلفة تعمل على مبادئ القائمة السوداء والقائمة البيضاء. حظيت أدوات حظر المكالمات باهتمام من المنشورات بما في ذلك ويتش؟ و Consumer Reports في المملكة المتحدة والولايات المتحدة على التوالي.
في المملكة المتحدة، تدير شركة BT خدمة للخطوط الأرضية تسمى Choose to Refuse والتي تتيح للعملاء حظر ما يصل إلى 10 أرقام هواتف من اختيارهم مقابل رسوم شهرية.
تم تطوير عدد من المنتجات المادية للاستخدام مع الخطوط الأرضية. عادة ما يتم تثبيتها في المنازل وتستخدم قائمة سوداء مشفرة أو محدثة بشكل غير منتظم. تحتوي بعض النماذج أيضًا على وظيفة إنشاء قائمة بيضاء ينشئها المستخدم. يمكن للأجهزة الأحدث للخطوط الأرضية استخدام البيانات المستندة إلى السحابة لحل مشكلات القائمة السوداء المشفرة والسماح لك بإنشاء القائمة البيضاء / القائمة السوداء الخاصة بك.

### التعهيد الجماعي
يستخدم نموذج أكثر تعقيدًا التعهيد الجماعي لإنشاء قائمة سوداء أكثر شمولاً لأرقام المكالمات الآلية، ومن الأمثلة البارزة على ذلك تطبيق Truecaller ، الذي يتطلب من المستخدمين توفير الوصول إلى القائمة البيضاء الشخصية لجهات الاتصال الحقيقية في مقابل الوصول إلى قاعدة البيانات الأكبر حجمًا.
ولكن في عام 2013، تمكن المتسللون (الهاكرز) من الوصول إلى قاعدة بيانات Truecaller للأرقام الحقيقية المعروفة، مما يسلط الضوء على خطر مركزية هذه المعلومات.

### اختبار CAPTCHA
بناءً على نموذج التعهيد الجماعي، أطلقت Primus Canada منتجًا حائزًا على براءة اختراع يسمى Telemarketing Guard للهواتف الأرضية في عام 2007. إنه يحسن النماذج السابقة من خلال تضمين اختبار الاستجابة والتحدي بأسلوب CAPTCHA .
استنادًا إلى قاعدة بيانات تم تطويرها من ملاحظات العملاء، تقوم بتصفية مكالمات التسويق عبر الهاتف المشتبه بها إلى نظام يتحدى المتصلين بتسجيل أسمائهم بعد الضغط على زر. في حالة تسجيل اسم، يرن هاتف العميل بمعرف المتصل الخاص بحارس التسويق عبر الهاتف. إذا قاموا بالرد على الهاتف، فسيتم تشغيل التسجيل، وعند هذه النقطة يمكنهم قبول المكالمة أو رفضها والإبلاغ عنها.

## روابط خارجية
- شكاوي السجل الوطني لا تتصل
- مركز شكاوى المستهلك التابع للجنة الاتصالات الفيدرالية
- تم الإبلاغ عن المكالمات الهاتفية إلى اللجان الفيدرالية الأمريكية
- حماية المستهلكين والشركات من خدمة أبحاث الكونجرس الاحتيالية الخاصة بمكالمات الروبوتات
- وقف عمليات الاحتيال الاحتيالية عن طريق المكالمات الآلية: هل يمكن القيام بالمزيد؟ جلسة الاستماع أمام اللجنة الفرعية المعنية بحماية المستهلك وسلامة المنتجات والتأمين التابعة للجنة التجارة والعلوم والنقل، مجلس الشيوخ بالولايات المتحدة، مؤتمر مائة وثلاثون، الجلسة الأولى، 10 يوليو، 2013